# Венко Андоновски
Венко Андоновски (на македонска литературна норма: Венко Андоновски) е известен писател, разказвач, романист, драматург, поет, есеист, критик и литературен теоретик от Северна Македония.

## Биография
Роден е в Куманово в семейството на журналиста Веролюб Андоновски. Андоновски завършва Филологически факултет в Скопския университет, а по-късно защитава и докторат по филология. Преподава във Филологическия факултет „Блаже Конески“ в Скопие. Член е на Македонския ПЕН център и на Дружеството на писателите на Македония от 1990 година. Редактор е на „Блесок Проза“.
Носител е на наградите „Рациново признание“, първа награда за роман на издателската къща „Зумпрес“ - Скопие, награда за най-добър драматичен текст на Македонските театрални игри „Войдан Чернодрински“ - Прилеп, награда „Роман на годината“ и награда „Балканика“.

## Творчество
Поезия
- „Нежното сърце на варварина“ (Нежното срце на варварот), 1986

Разкази
- „Кварталът на лириците“ (Квартот на лиричарите), 1989
- „Фрески и гротески“, 1993
- „Опитомяване на кучката“ (Припитомување на кучката), 2018
Опитомяване на кучката. София: Персей, 2024, 238 с.

Романи
- „Азбука за непослушните“, 1994
- „Пъпът на света“ (Папокот на светот), 2000
Пъпът на света. София: Атон, 2003, 298 с.
- „Вещица“ (Вештица), 2006
- „Дъщерята на математика“ (Ќерката на математичарот/33,33), 2013

Драми
- „Адска машина“, 1993
- „Бунт в старческия дом“ (Бунт во домот за старци), 1994
- „Словенският ковчег“ (Словенскиот ковчег), 1998
- „Черни куклички“ (Црни куклички), 2000
- „Кандид в земята на чудесата“ (Кандид во земјата на чудата), 2001
- „Кинегонда в Карлаленд“ (Кинегонда во Карлаленд), 2006
- „Граница“, 2008
- „Светица на мрака“ (Светица на темнината), 2010

Критика
- „Матошевите камбани“ (Матошевите ѕвона), 1996
- „Текстови процеси“ (Текстовни процеси), 1997
- „Структура на македонския реалистичен роман“ (Структура на македонскиот реалистичен роман), 1997
- „Дешифрирания“ (Дешифрирања), 2000[2]
- „Възкресението на читателя“ (Воскресението на читателот)
- „Обдукция на теорията — Жива семиотика“ (Обдукција на теоријата — Жива семиотика) (том 1)
- „Обдукция на теорията — Наратология“ (Обдукција на теоријата — Наратологија) (том 2)
- „Зеницата на Македония. История на македонската светлина“ (Зеницата на Македонија. Историја на македонската светлина), в съавторство с Глигор Стојковски
- „Достоевски и Макдоналдс“ (Достоевски и Мекдоналдс), 2019